# Буран (научно-исследовательский институт)
НИИ «Буран» (укр. Науково-дослідний інститут «Буран») - государственное предприятие военно-промышленного комплекса Украины, расположенное в городе Киев. Является разработчиком и производителем радиолокационного оборудования для пассажирских, транспортных и военно-транспортных самолётов и вертолётов.
Входит в перечень предприятий, имеющих стратегическое значение для экономики и безопасности Украины.

## История
В 1987 году НИИ начал разрабатывать авионику для самолётов гражданской и военно-транспортной авиации.
12 июля 2001 года правительство Украины приняло закон о государственной поддержке предприятий авиастроительной отрасли Украины, в перечень предприятий был включён НИИ "Буран".
В 2000 году НИИ "Буран" начало работы по созданию системы предупреждения столкновения самолётов в воздухе «СПС-2000», в 2003 году работы по созданию системы «СПС-2000» были завершены и система была сертифицирована, в 2004 году демонстрационный образец был открыто представлен на проходившем в Киеве международном авиакосмическом салоне «Авіасвіт-XXI» (система может быть установлена на самолёты Ан-70, Ан-140, Ан-148, Ил-96, Бе-200, Ту-204, Ан-72, Ил-114, Ан-74 и Ту-334).
В августе 2005 года технический директор НИИ "Буран" Алексей Косинский сообщил в интервью, что «СПС-2000» уже начали устанавливать на самолёты украинской, армянской и азербайджанской авиации.
14 марта 2007 года в соответствии с постановлением № 428 Кабинета министров Украины был создан государственный концерн "Авиация Украины" (Державний концерн «Авіація України»), в состав которого был включён НИИ "Буран" (позднее, 30 октября 2008 года концерн был переименован в государственный авиастроительный концерн «Антонов»).
Летом 2007 года киевский завод «Радар» представил на авиасалоне МАКС-2007 метеонавигационную радиолокационную станцию "Буран-А", разработанную в соавторстве с НИИ "Буран".
По состоянию на 2008 год, предприятие:
- производило и устанавливало метеонавигационную радиолокационную станцию "Буран", многофункциональный бортовой индикатор МФИ, систему предупреждения столкновения самолётов в воздухе "СПС-2000" (TCAS II)[1]
- обеспечивало ремонт, гарантийное и послегарантийное обслуживание выпускаемого оборудования[1]

9 июня 2010 года Кабинет министров Украины принял постановление № 405, в соответствии с которым завод вошёл в перечень предприятий авиапромышленности Украины, получающих государственную поддержку.
После создания в декабре 2010 года государственного концерна «Укроборонпром», в 2011 году НИИ "Буран" вошёл в состав концерна.
В декабре 2012 года министерство обороны Украины приняло решение о разработке программы модернизации Су-24МР вооружённых сил Украины, в которой участвовали 24 украинских предприятия (в том числе, НИИ «Буран»). В апреле 2013 года было объявлено, что предложенную программу модернизации Су-24МР освоил Николаевский авиаремонтный завод.
9 декабря 2020 года Кабинет министров Украины принял решение о передаче НИИ из состава концерна "Укроборонпром" в ведение Фонда государственного имущества Украины. 16 апреля 2021 года НИИ "Буран" был выведен из состава ГК "Укроборонпром" и передан в ведение Фонда государственного имущества Украины как "потерявший значение для обороноспособности страны".